# MCU Park

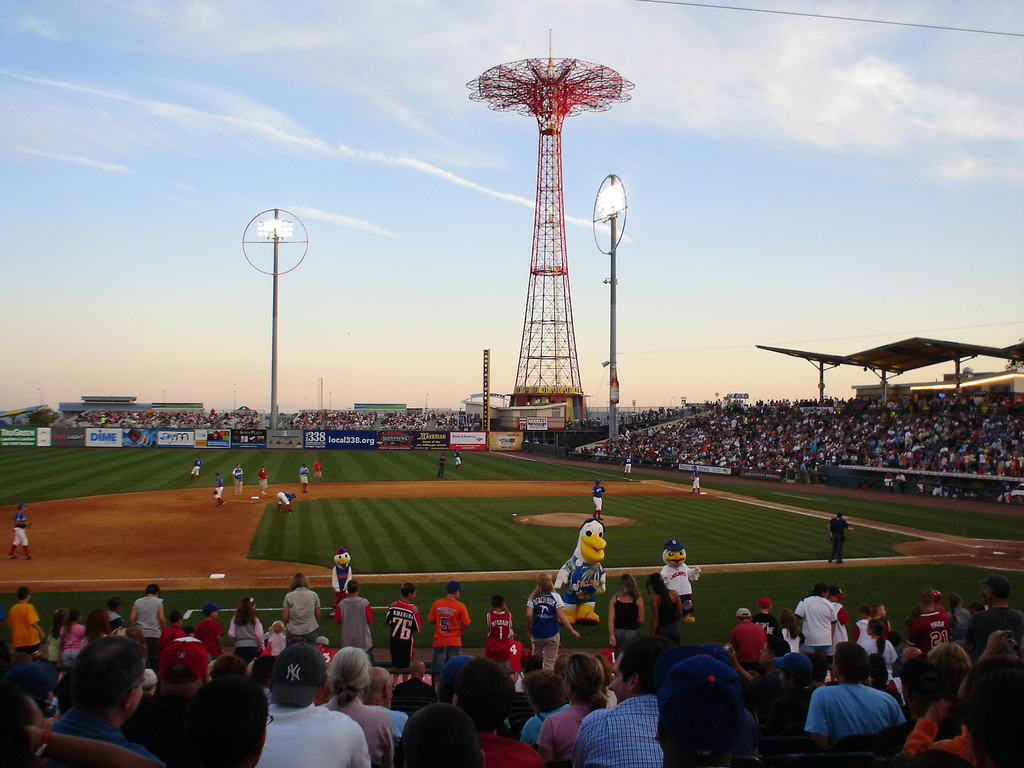
Le MCU Park et le Parachute Jump en arrière-plan.

Le MCU Park est un stade de baseball, d'une capacité de 7 500 places, situé à Coney Island, dans l'arrondissement de Brooklyn, à New York, aux États-Unis. Il est le domicile depuis 2001 des Cyclones de Brooklyn, club de baseball mineur, de niveau A saison courte, évoluant en ligue New York–Penn.
Le MCU Park a été construit dans le cadre d'un important projet du maire de New York, Rudy Giuliani, de ramener dans la ville de New York deux clubs de baseball de ligue mineure. Il est, avec un coût de construction d'un montant de 39 millions de dollars USD, le second stade le plus cher de l'histoire des ligues mineures.
Depuis 2019, le MCU Park accueille aussi le club de rugby à XV de la ville, le Rugby United New York, évoluant en Major League Rugby. 
Il est desservi par la station Coney Island – Stillwell Avenue des lignes D, F, N et Q du métro de New York.